# 그랜지타운

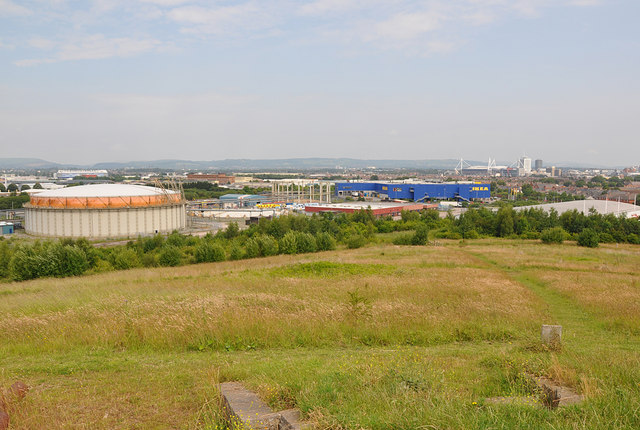
그랜지무어 공원에서 바라본 그랜지타운의 경관

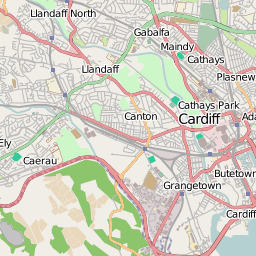
카디프의 지도. 카디프 중심부 바로 아래에 그랜지타운이 위치해 있다.

그랜지타운 (Grangetown, 웨일스어:  다른 도시명도 가끔 사용되지만 일반적으로 Grangetown)는 웨일스의 주도인 카디프 남부에 자리한 지역사회이다. 카디프 시 남부에 있는 가장 큰 지구 중 하나이며 리버사이드, 캔턴, 뷰트타운이 주변을 에워싸고 있다. 또한 태프 강이 그랜지타운 구를 통과하여 흐른다. 카디프 시의 카디프 만 지역과 인접해 있는 그랜자티운은 근처의 개발지구로 이익을 얻고 있으며, 주택지구 고급화 시기와 기반시설 개선을 겪고 있다. 2011년 기준 그랜지타운의 인구는 19,385명이며, 8,261가구가 있다. 더불어 뷰트타운, 크로커타운, 뉴타운, 템퍼런스타운과 함께 '카디프의 5대 타운' 중 하나로 알려져 있다.
그랜지타운은 다문화이자 다민족 지구로 소말리아인, 아시아인, 혼혈 거주민이 큰 인구비중을 차지한다. 그랜지타운은 스와미나라얀 사원과 새로 지어진 아부 바카르 모스크를 비롯한 여러 모스크들이 소재해 있다.